# Orbital Sciences Corporation

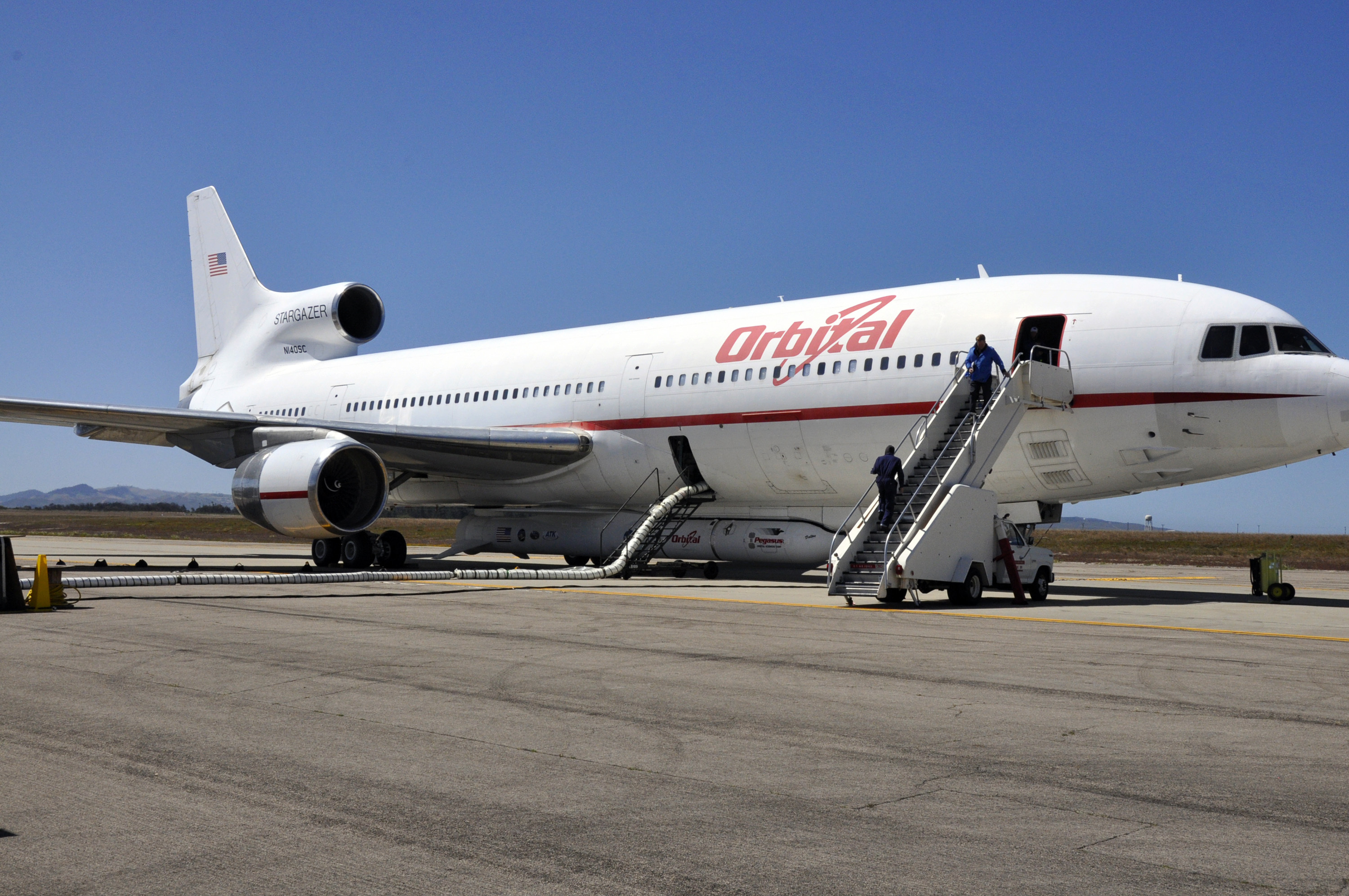
O avião da Orbital, usado para lançar o foguete Pegasus

A Orbital Sciences Corporation (OSC, mais conhecida simplesmente como Orbital) (NYSE: ORB) foi uma empresa estadunidense que se especializou em fabricação e lançamento de satélites e foguetes. Era sediada em Dulles, condado de Loudoun, na Virgínia, e o seu Launch Systems Group, era envolvido com o sistema de mísseis de defesa dos Estados Unidos.
A Orbital, foi fundada em  1982 por: David Thompson, Bruce Ferguson e Scott Webster. Em 1990, a empresa executou com sucesso oito missões espaciais, incluindo o primeiro lançamento do foguete Pegasus. No ano de 2006, ela realizou a sua missão espacial número 500, desde a fundação. Em 2010, ela adquiriu a divisão de satélites da General Dynamics.[carece de fontes?]
Em 29 de abril de 2014, a Orbital Sciences anunciou que iria se fundir com a Alliant Techsystems para criar uma nova empresa chamada Orbital ATK, Inc. A fusão foi concluída em 9 de fevereiro de 2015 e a Orbital Sciences deixou de existir como uma entidade independente.
Em 18 de Setembro de 2017, Northrop Grumman anunciou planos para comprar a Orbital ATK por 7,8 mil milhões de dólares em dinheiro mais a assunção de 1,4 mil milhões de dólares em dívida, e em 6 de Junho de 2018 a aquisição foi concluída. 